# Le Chien et le Chat

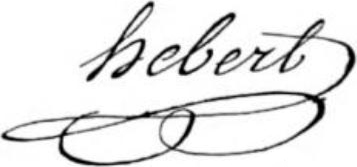
Signature d’Hébert.

Le Chien et le Chat est un périodique publié en 1790 par Jacques René Hébert.
D’après un prospectus inséré dans le no 2, le journal qu’Hébert entreprit de fonder immédiatement après le Petit Carême de l’abbé Maury et pendant le mois d’avril de l’année 1790, devait paraître deux fois par semaine et donner trente feuilles par trimestre avec une belle gravure. En réalité, il ne connut que quatre numéros, dont trois parurent au mois d’avril, et le quatrième, le dernier, ne fut imprimé que vers le mois de juillet.
Le nom inhabituel de ce journal s’explique par le rôle que cette feuille était destinée à remplir vis-à-vis du journal royaliste Les Actes des Apôtres : il s’agissait, en effet, de créer à ce dernier une concurrence patriote en imitant son genre et en le combattant à outrance. Pour ce, on faisait appel au concours littéraire des partisans de la Révolution et des anecdotes satiriques ou des manifestations poétiques, qui venaient se mêler à la prose d’articles de fond rédigés de préférence sous forme dialoguée, étaient volontiers acceptées. À la prose, se joignaient des vers dont Hébert semble avoir été très fier, car il les fit imprimer une seconde fois dans un autre ouvrage, en prenant la précaution très particulière, malgré l’anonyme qu’il gardait à cette époque, d’en nommer l’auteur. 
Les deux premiers numéros conservèrent fidèlement le titre primitif du journal, sauf quelques variations dans le sous-titre. Le no 1, intitulé le Chien et le Chat ou les Deux Mirabeau, avec l’épigraphe : « Romains contre Romains, parents contre parents », mettait le grand Mirabeau en présence de son frère, le vicomte Mirabeau-Tonneau, aux opinions ultraroyalistes bien connues : tous les deux dialoguaient sur les effets de la Révolution. Il mentionne les désordres survenus le 13 avril à la sortie de l’Assemblée nationale et qui mirent le vicomte de Mirabeau et l’abbé Maury un instant en péril. 
Le no 2, appelé le Chien et le Chat ou M. Gérard et Cazalès, avec l’épigraphe : « L’intérêt est ton dieu et le mien est l’équité », contenait également une controverse entre Gérard et Cazalès sur les derniers évènements politiques.
Avec le no 3 apparut un titre nouveau : le Gardien des Capucins ou l’Apôtre de la liberté, qui était une allusion aux troubles dont le couvent des Capucins venait d’être le théâtre. Il contenait un dialogue entre l’archevêque d’Aix et le curé Dominique Dillon. Il contient une épigramme commençant par le vers : Cazalès l’aboyeur et Mirabeau l’ivrogne, qui est reproduite dans le no 113 de l’Observateur, de Feydel, du 27 avril 1790. Le journal fut alors interrompu, Hébert étant tombé malade.
Revenu à la santé, Hébert essaya un quatrième numéro appelé le Chien et le Chat ou l’abbé Grégoire et l’abbé Maury, avec cette épigraphe : « L’un vit pour éclairer les hommes, l’autre pour les égarer », dans lequel il promettait à ses lecteurs de conserver dorénavant le titre primitif, momentanément abandonné dans le Gardien des Capucins, de paraître avec plus de régularité et enfin consentait une diminution du prix de l’abonnement. Malgré ces concessions et ces promesses, ce quatrième numéro fut le dernier.
Le Chien et le Chat envisageait les questions politiques du temps au point de vue des principes et abordait, comme dans le parallèle entre Montesquieu et Rousseau, les problèmes les plus élevés d’organisation sociale. Il échoua pourtant en dépit de son ton décent et de son style convenable.
Eugène Hatin a considéré comme très incertaine l’attribution du Chien et Chat à Hébert. On a même attribué ce journal à Mirabeau, c’est dire assez qu’il n’était pas dénué de mérite, mais l’attribution à Hébert de ces divers écrits semble incontestable car ce dernier fit à cet égard une déclaration positive et non démentie dans sa réponse à Camille Desmoulins : « J’ai fait pleuvoir des milliers de brocards contre les aristocrates. On n’a pas oublié le Petit Carême de l’abbé Maury, sa Vie privée, Le Chien et le Chat et une infinité d’opuscules patriotiques que je faisais avec » mes amis. » En outre, dans le Père Duchesne, qui lui appartient d’une façon certaine, il a réédité les pièces de vers déjà parues dans le Chien et le Chat, publication alors tombée dans l’oubli le plus complet, dont seul Hébert pouvait seul se rappeler, corrobore pleinement la déclaration contenue dans la réponse à Desmoulins et justifie entièrement sa revendication de paternité.